# Kungurtug
Kungurtug (in russo Кунгуртуг? è un villaggio della Repubblica di Tuva, Russia, centro amministrativo del Tere-Chol'skij kožuun. Aveva, nel 2021, una popolazione di 1 580 abitanti. Il villaggio si trova sulle rive del lago Tere-Chol'.